# Joondalup
Joondalup è un sobborgo situato nell'area metropolitana di Perth, in Australia Occidentale; esso si trova a nord del centro cittadino ed è la sede della Città di Joondalup. Al censimento del 2006 contava 49.675 abitanti.

## Sport
- West Perth Football Club